# Udo Thies
Udo Thies (* 12. Juli 1958 in Zeven) ist ein deutscher Schauspieler.
Udo Thies besuchte von 1974 bis 1978 die Westfälische Schauspielschule Bochum. Er spielte in verschiedenen Produktionen wie Gute Zeiten, schlechte Zeiten, Alarm für Cobra 11 und Tatort mit. 1995 und 1996 spielte er eine Hauptrolle in der ZDF-Serie Jede Menge Leben als Dr. Paul Steiner.
Nach mehreren Arbeiten als freier Schauspieler, u. a. in Hamburg und Essen, ist er seit 2005 regelmäßig im Prinzregenttheater Bochum, engagiert. 2008 spielte er bei Die Treue-Testerin – Spezialauftrag Liebe mit.

## Filmographie (Auswahl)
- 1981: St. Pauli-Landungsbrücken (Fernsehserie, eine Folge)
- 1993: Großstadtrevier (Fernsehserie, eine Folge)
- 1993–1994, 2007: Gute Zeiten, schlechte Zeiten (Fernsehserie, acht Folgen)
- 1995 Immenhof (Fernsehserie, eine Folge)
- 1995: Freunde fürs Leben (Fernsehserie, zwei Folgen)
- 1995–1996: Jede Menge Leben (Fernsehserie)
- 1996–2009: Verbotene Liebe (Fernsehserie, 50 Folgen)
- 1997: Lindenstraße (Fernsehserie, eine Folge)
- 1998–2000: Der Fahnder (Fernsehserie, zwei Folgen)
- 1999: Im Namen des Gesetzes (Fernsehserie, eine Folge)
- 2001: Tatort: Kindstod
- 2001–2013: Alarm für Cobra 11 – Die Autobahnpolizei (Fernsehserie, drei Folgen)
- 2003: Tatort: Bienzle und der Taximord
- 2007: SOKO Köln (Fernsehserie, eine Folge)
- 2008: 112 – Sie retten dein Leben
- 2008: Die Treue-Testerin – Spezialauftrag Liebe
- 2011: Der Duft von Holunder
- 2011: Tatort: Herrenabend
- 2013: Sommer in Rom
- 2013: Notruf Hafenkante (Fernsehserie, Folge Der Schein trügt)
- 2013: Der Staatsanwalt (Fernsehserie, eine Folge)
- 2015: Alles was zählt (Fernsehserie, vier Folgen)
- 2015: Anderst schön (Fernsehfilm)
- 2017: Der Staatsanwalt ("Heiße Quellen", Fernsehserie, eine Folge)
- 2020: Tatort: Tschill Out

## Hörspiele
- 2003: Albrecht Behmel: Ist das Ihr Fahrrad, Mr. O'Brien? – Eine Hörspielcollage aus der Welt der Wissenschaft und des Suffs – Regie: Nikolai von Koslowski (Hörspiel – SR)